# Operación Vislumbre
La Operación Vislumbre (nombre original en inglés, Operation Glimmer) era el nombre en clave de una de las operaciones de engaño usado por las fuerzas aliadas durante la Segunda Guerra Mundial en relación con los desembarcos en Normandía (Operación Overlord). Junto con la Operación Gravable, fue dirigida por la aviación de la Royal Air Force y pequeños barcos de la Royal Navy para engañar a los alemanes para que colocaran sus fuerzas en los lugares equivocados. La pretensión de operaciones de distracción tenía como pretensión convencer a los defensores de que la principal invasión de Francia fue dirigida al Paso de Calais más que a Normandía. 
La operación se desarrolló por bombarderos con equipos G-H volando en estrechos círculos a altitudes muy bajas mientras lanzaban láminas metálicas de chaff (llamada "window" por los británicos en aquella época). Seis lanchas de 70 pies equipadas con transpondedores G-H navegaban por debajo de los aviones, añadiendo "conversaciones" de radio. Las láminas de metal aparecían en los radares alemanes como una enorme flota de barcos acercándose.
La Operación Vislumbre se llevó a cabo por bombarderos Short Stirling del Escuadrón n.º 218 de la RAF "Gold Coast" dirigidos al Paso de Calais, al mismo tiempo que se desarrollaba la Operación Gravable por los Avro Lancasters del famoso Escuadrón n.º 617 de la RAF dirigiéndose hacia Cap d'Antifer. Ambos escuadrones tenían que desarrollar un vuelo preciso y exacto, teniendo las aeronaves de reemplazo que entrar en el circuito perfectamente, de manera que la tirada rutinaria del "window" siguiera sin sobreponerse uno a oro ni tampoco dejar lagunas reveladoras.
El escuadrón n.º 218 estaba dirigido por el físico civil Sebastian Pease de la Sección Operational Research del mando de bombardeo para asegurar que el engaño era auténtico. También es mérito de los pilotos y navegadores del 218.º Escuadrón que las baterías costeras alemanas realmente abrieran fuego sobre esta flota "fantasma" que habían creado. La 2.ª y la 116.ª División Panzer alemanas permanecieron en el Paso de Calais durante al menos catorce días después de la invasión.
La RAF dirigió otra operación de engaño en la misma época, la Operación Titánico (Operation Titanic) que involucraba el lanzamiento de falsos paracaidistas en las zonas al Oeste y Este de los desembarcos de Normandía.